# Liste von Terroranschlägen im Jahr 1979
Die Liste von Terroranschlägen im Jahr 1979 enthält eine unvollständige Auswahl von Terroranschlägen, die im Jahr 1979 passierten. Attentate werden gesondert in der Liste bekannter Attentate behandelt. Die Liste von Sprengstoffanschlägen listet auch nichtterroristische Anschläge. Die Liste von Flugzeugentführungen enthält eine Liste mit meist terroristischem Hintergrund. Im Artikel Rechtsterrorismus werden weitere terroristische Anschläge aufgezählt.

## Erläuterung
In der Spalte Politische Ausrichtung ist die politische bzw. weltanschauliche Einordnung der Täter angegeben: faschistisch, rassistisch, nationalistisch, nationalsozialistisch, sozialistisch, kommunistisch, antiimperialistisch, islamistisch (schiitisch, sunnitisch, deobandisch, salafistisch, wahhabitisch), hinduistisch. Bei vorrangig auf staatliche Unabhängigkeit oder Autonomie zielender Ausrichtung ist autonomistisch vorangestellt, gefolgt von der Region oder der Volksgruppe und ggf. weiteren Merkmalen der Täter: armenisch, irisch (katholisch), kurdisch, tirolisch, tschetschenisch, dagestanisch, punjabisch (sikhistisch), palästinensisch.
Die Opferzahlen der Anschläge werden farbig dargestellt:

Die Zahl bei den Anschlägen getöteter/verletzter Täter ist in Klammern ( ) gesetzt.

## Januar
| Datum/Beginn    | Betroffenes Land | Anschlag              | Täter                        | Politische Ausrichtung | Mittel      | Ziel  | Tote | Verletzte | Hintergrund                           |
| --------------- | ---------------- | --------------------- | ---------------------------- | ---------------------- | ----------- | ----- | ---- | --------- | ------------------------------------- |
| 18. Januar 1979 | Israel           | Anschlag in Jerusalem | Palästinensische Extremisten |                        | Sprengstoff | Markt | 0    | 21        | Israelisch-Palästinensischer Konflikt |
| 28. Januar 1979 | Israel           | Anschlag in Moya      | Palästinensische Extremisten |                        | Sprengstoff | Markt | 5    | 55        | Israelisch-Palästinensischer Konflikt |

## Februar
| Datum/Beginn     | Betroffenes Land | Anschlag                | Täter | Politische Ausrichtung               | Mittel      | Ziel     | Tote | Verletzte | Hintergrund     |
| ---------------- | ---------------- | ----------------------- | ----- | ------------------------------------ | ----------- | -------- | ---- | --------- | --------------- |
| 01. Februar 1979 | Pakistan         | Anschlag nahe Peschawar |       |                                      | Sprengstoff | Dorf     | 6    | 40        |                 |
| 12. Februar 1979 | Rhodesien        | Air-Rhodesia-Flug 827   | ZAPU  | sozialistisch, links-nationalistisch | Rakete      | Flugzeug | 59   | 0         | Rhodesien-Krieg |

## März
| Datum/Beginn  | Betroffenes Land | Anschlag                  | Täter                                                                     | Politische Ausrichtung                                                           | Mittel                    | Ziel                      | Tote | Verletzte | Hintergrund                     |
| ------------- | ---------------- | ------------------------- | ------------------------------------------------------------------------- | -------------------------------------------------------------------------------- | ------------------------- | ------------------------- | ---- | --------- | ------------------------------- |
| 09. März 1979 | Myanmar          | Anschlag in Thaton        | KNU                                                                       | autonomistisch                                                                   | Granaten                  | Möbelgeschäft             | 5    | 60        | Bewaffnete Konflikte in Myanmar |
| 20. März 1979 | Myanmar          | Anschlag in Shan          | SSA-N                                                                     | autonomistisch, shan-nationalistisch                                             | Automatische Schusswaffen | Militärstützpunkt         | 22   | 6         | Bewaffnete Konflikte in Myanmar |
| 21. März 1979 | Nicaragua        | Anschlag in Nueva Segovia | FSLN                                                                      | nationalistisch, demokratisch-sozialistisch, christlich-links, linkspopulistisch |                           | Militärpatrouille         | 22   | 0         | Nicaraguanische Revolution      |
| 27. März 1979 | Frankreich       | Anschlag in Paris         | Autonomous Intervention Collective Against the Zionist Presence in France | rassistisch                                                                      | Sprengstoff               | Jüdische Studentenkantine | 0    | 26        |                                 |

## April
| Datum/Beginn   | Betroffenes Land       | Anschlag                   | Täter                        | Politische Ausrichtung                            | Mittel      | Ziel                   | Tote   | Verletzte | Hintergrund                           |
| -------------- | ---------------------- | -------------------------- | ---------------------------- | ------------------------------------------------- | ----------- | ---------------------- | ------ | --------- | ------------------------------------- |
| April 1979     | Australien             | Anschlag in Perth          |                              |                                                   | Sprengstoff | Kaufhaus               | 0      | 9         |                                       |
| 10. April 1979 | Israel                 | Anschlag in Tel Aviv-Jaffa | Palästinensische Extremisten |                                                   | Sprengstoff | Markt                  | 1      | 33        | Israelisch-Palästinensischer Konflikt |
| 17. April 1979 | Vereinigtes Königreich | Anschlag in Bessbrook      | IRA                          | autonomistisch, irisch-republikanisch, katholisch | Sprengstoff | Fahrzeug               | 4      | 13        | Nordirlandkonflikt                    |
| 22. April 1979 | Israel                 | Anschlag in Naharija       | PLF                          | autonomistisch-palästinensisch                    |             | Israelische Zivilisten | 4 (+2) |           | Israelisch-Palästinensischer Konflikt |

## Mai
| Datum/Beginn | Betroffenes Land | Anschlag               | Täter       | Politische Ausrichtung                                                              | Mittel                                               | Ziel              | Tote | Verletzte | Hintergrund                           |
| ------------ | ---------------- | ---------------------- | ----------- | ----------------------------------------------------------------------------------- | ---------------------------------------------------- | ----------------- | ---- | --------- | ------------------------------------- |
| 02. Mai 1979 | Äthiopien        | Anschlag in Amhara     | TPLF        | marxistisch-leninistisch                                                            |                                                      | Dorf              | 100  |           | Äthiopischer Bürgerkrieg              |
| 14. Mai 1979 | Israel           | Anschlag in Tiberias   | PLO         | autonomistisch, palästinensisch-nationalistisch                                     | Sprengstoff                                          | Stadtzentrum      | 2    | 28        | Israelisch-Palästinensischer Konflikt |
| 26. Mai 1979 | Spanien          | Anschlag in Madrid     | GRAPO       | marxistisch-leninistisch, anti-revisionistisch, republikanisch, antiimperialistisch | Sprengstoff                                          | Café              | 8    | 39        |                                       |
| 30. Mai 1979 | Thailand         | Anschlag in Udon Thani | Kommunisten | kommunistisch                                                                       | Sprengstoff, Automatische Schusswaffen, Panzerfäuste | Militärpatrouille | 27   | 3         |                                       |

## Juni
| Datum/Beginn  | Betroffenes Land | Anschlag             | Täter                      | Politische Ausrichtung                                  | Mittel                              | Ziel           | Tote | Verletzte | Hintergrund |
| ------------- | ---------------- | -------------------- | -------------------------- | ------------------------------------------------------- | ----------------------------------- | -------------- | ---- | --------- | ----------- |
| 16. Juni 1979 | Italien          | Anschlag in Mailand  | Armed Revolutionary Nuclei | rechtsextremistisch, neofaschistisch                    | Sprengstoff                         | Parteibüro     | 0    | 23        |             |
| 16. Juni 1979 | Italien          | Anschlag in Rom      | Armed Revolutionary Nuclei | rechtsextremistisch, neofaschistisch                    | Sprengstoff, Brandstiftung, Pistole | Parteibüro     | 0    | 23        |             |
| 16. Juni 1979 | Syrien           | Anschlag in Aleppo   | vermutlich Muslimbrüder    | sunnitisch-islamistisch, konservativ, antikommunistisch | Automatische Schusswaffen, Granaten | Militärgebäude | 54   |           |             |
| 23. Juni 1979 | Türkei           | Anschlag in Istanbul |                            |                                                         | Sprengstoff                         | Kaffeehaus     | 1    | 38        |             |

## Juli
| Datum/Beginn  | Betroffenes Land | Anschlag                  | Täter | Politische Ausrichtung                   | Mittel        | Ziel                                                                      | Tote | Verletzte | Hintergrund               |
| ------------- | ---------------- | ------------------------- | ----- | ---------------------------------------- | ------------- | ------------------------------------------------------------------------- | ---- | --------- | ------------------------- |
| 12. Juli 1979 | Iran             | Anschlag in Teheran       |       |                                          | Schusswaffen  | Zug                                                                       | 9    | 60        |                           |
| 15. Juli 1979 | Iran             | Anschlag in Chorramschahr |       | autonomistisch                           | Sprengstoff   | Moschee                                                                   | 7    | 60        |                           |
| 28. Juli 1979 | Spanien          | Anschlag in Madrid        | ETA   | autonomistisch, baskisch-nationalistisch | 3 Sprengsätze | Flughafen Madrid-Barajas, Bahnhof Madrid Atocha, Bahnhof Madrid Chamartín | 6    | 109       | Bürgerkrieg im Baskenland |

## August
| Datum/Beginn    | Betroffenes Land       | Anschlag                 | Täter                 | Politische Ausrichtung            | Mittel                      | Ziel                    | Tote | Verletzte | Hintergrund        |
| --------------- | ---------------------- | ------------------------ | --------------------- | --------------------------------- | --------------------------- | ----------------------- | ---- | --------- | ------------------ |
| 27. August 1979 | Vereinigtes Königreich | Anschlag von Warrenpoint | PIRA                  | autonomistisch, irisch-katholisch | 2 Sprengsätze, Schusswaffen | Britischer Armee-Konvoi | 19   | 7         | Nordirlandkonflikt |
| 27. August 1979 | Afghanistan            | Anschlag in Ghazni       | Muslimische Guerillas |                                   | Sprengstoff                 | Bus                     | 50   | 0         |                    |

## September
| Datum/Beginn       | Betroffenes Land       | Anschlag                 | Täter                         | Politische Ausrichtung                                           | Mittel      | Ziel            | Tote | Verletzte | Hintergrund                           |
| ------------------ | ---------------------- | ------------------------ | ----------------------------- | ---------------------------------------------------------------- | ----------- | --------------- | ---- | --------- | ------------------------------------- |
| 18. September 1979 | Österreich             | Anschlag in Völkermarkt  |                               |                                                                  | Sprengstoff | Museum          | 0    | 3         |                                       |
| 19. September 1979 | Israel                 | Anschlag in Jerusalem    | Arab Liberation Front         | autonomistisch, palästinensisch-nationalistisch, neobaathistisch | Sprengstoff | Markt           | 1    | 42        | Israelisch-Palästinensischer Konflikt |
| 25. September 1979 | El Salvador            | Anschlag in San Salvador | FPL                           | kommunistisch, marxistisch-leninistisch                          | Sprengstoff | Nationalpalast  | 7    | 30        | Salvadorianischer Bürgerkrieg         |
| 25. September 1979 | Vereinigtes Königreich | Anschlag in Lisburn      | IRA                           | autonomistisch, irisch-republikanisch, katholisch                | Sprengstoff | Einkaufszentrum | 0    | 12        | Nordirlandkonflikt                    |
| 26. September 1979 | Iran                   | Anschlag in Mahabad      | vermutlich Kurdische Rebellen |                                                                  | Granaten    |                 | 1    | 20        |                                       |

## Oktober
| Datum/Beginn     | Betroffenes Land | Anschlag                  | Täter        | Politische Ausrichtung | Mittel      | Ziel  | Tote | Verletzte | Hintergrund |
| ---------------- | ---------------- | ------------------------- | ------------ | ---------------------- | ----------- | ----- | ---- | --------- | ----------- |
| 05. Oktober 1979 | Iran             | Anschlag in Chorramschahr | Separatisten | autonomistisch         | Sprengstoff | Basar | 1    | 35        |             |

## November
| Datum/Beginn      | Betroffenes Land       | Anschlag                     | Täter                             | Politische Ausrichtung                            | Mittel       | Ziel                                                             | Tote       | Verletzte | Hintergrund        |
| ----------------- | ---------------------- | ---------------------------- | --------------------------------- | ------------------------------------------------- | ------------ | ---------------------------------------------------------------- | ---------- | --------- | ------------------ |
| 03. November 1979 | USA                    | Massaker von Greensboro      | American Nazi Party, Ku-Klux-Klan | rassistisch, nationalsozialistisch                | Schusswaffen | Demonstration mehrheitlich afro-amerikanischer Industriearbeiter | 5          | 6         |                    |
| 15. November 1979 | USA                    | American Airlines-Flug 444   | Theodore Kaczynski                | anarchistisch                                     | Sprengsatz   | Flugzeug                                                         | 0          | 12        |                    |
| 20. November 1979 | Saudi-Arabien          | Besetzung der Großen Moschee | Ichwān                            | islamistisch, wahhabitisch                        | Geiselnahme  | al-Haram-Moschee, Pilger                                         | 127 (+117) | 450+      |                    |
| 26. November 1979 | Vereinigtes Königreich | Anschlag in Lurgan           | IRA                               | autonomistisch, irisch-republikanisch, katholisch | Sprengstoff  | Kanzlei                                                          | 0          | 23        | Nordirlandkonflikt |

## Dezember
| Datum/Beginn      | Betroffenes Land | Anschlag                   | Täter | Politische Ausrichtung         | Mittel   | Ziel       | Tote | Verletzte | Hintergrund   |
| ----------------- | ---------------- | -------------------------- | ----- | ------------------------------ | -------- | ---------- | ---- | --------- | ------------- |
| 24. Dezember 1979 | Philippinen      | Anschlag in Zamboanga City | MNLF  | autonomistisch, föderalistisch | Granaten | Kathedrale | 6    | 28        | Moro-Konflikt |